# Kellanova
Kellanova (do 2023 Kellogg Company, znane też jako Kellogg’s) – amerykańskie przedsiębiorstwo produkujące płatki śniadaniowe, ciastka oraz przekąski, którego siedziba mieści się w Battle Creek w stanie Michigan.
Przedsiębiorstwo zostało założone przez Willa Keitha Kellogga w 1906 roku pod nazwą Battle Creek Toasted Corn Flake Company. Pierwszym wytwarzanym produktem były płatki kukurydziane Kellogg’s Corn Flakes.
Produkty Kellanova dystrybuowane są w 180 krajach. W 2014 roku 21% przychodów firmy pochodziło ze sprzedaży produktów do sieci Walmart.
W maju 2012 roku przedsiębiorstwo przejęło od Procter & Gamble markę Pringles. Wraz z marką, za 2,695 mld USD firma przejęła też pracowników i maszyny produkcyjne departamentu Pringles.